# السونو دی مورفئو
السونو دی مورفئو (به انگلیسی: El Sueño de Morfeo) گروه موسیقی اسپانیایی است.
آن‌ها در مسابقه آواز یوروویژن ۲۰۱۳ نماینده اسپانیا بودند.
از فیلم‌ها یا مجموعه‌های تلویزیونی که وی در آن‌ها نقش داشته‌است می‌توان به فیزیک یا شیمی اشاره نمود.